# Mniodendron
Mniodendron là một chi rêu trong họ Hypnodendraceae.